# 西兴过塘行码头
西兴过塘行码头位于杭州市滨江区西兴街道，旧时浙东运河的西端，沟通钱塘江和运河。西兴过塘行码头旧时为货运中转码头，自明代万历年间开始形成过塘行这一承担货物、人员转运功能，兴盛时曾有“过塘行七十二爿半”的说法。后因钱塘江河道北移，运河不再通航，过塘行废弃。2002年，浙东运河之头被列入杭州市文物保护单位，2013年成为大运河全国重点文物保护单位的子项，2014年成为大运河世界遗产的组成部分。

## 文物点
- 永兴闸
- 官河路112号建筑
- 官河路105、106、107号建筑
- 官河路102、103、104号建筑
- 俞任元过塘行
- 协亨祥过塘行（叶汉祥过塘行）
- 西兴街汪宅
- 沈渭全过塘行
- 官河——浙东运河之头